# Mahawu
El mont Mahawu és un estratovolcà d'Indonèsia que es troba a l'extrem nord de l'illa de Sulawesi i s'eleva fins als 1.324 msnm.
El volcà té un cràter de 180 metres d'amplada i 140 metres de profunditat, amb dos cons piroclàstics als flancs nord. Una petita erupció explosiva fou registrada el 1789. La darrera erupció fou observada el 1977. El 1994 foren observats fumaroles, piscines de fang i petits guèisers es van observar a la riba d'un llac de cràter.